# Safi Faye
Safi Faye (ur. 22 listopada 1943 w Fad Jal, na południe od Dakaru) – senegalska reżyserka filmowa, etnolog, pierwsza kobieta-reżyser z rejonu Afryki Subsaharyjskiej, która nakręciła film pełnometrażowy.

## Życiorys
Urodziła się w 1943 roku w rodzinie Sererów, miała sześcioro rodzeństwa z tej samej matki oraz trzynaścioro rodzeństwa przyrodniego ze strony ojca (ojciec praktykował poligamię). Ukończyła szkołę podstawową w Dakarze, edukację kontynuowała w Rufisque. W 1962 uzyskała uprawnienia nauczycielskie (zawód ten wykonywała od 1963 do 1969). 
Kinem zainteresowała się w 1966 roku, po tym gdy podczas Światowego Festiwalu Sztuki Czarnych poznała Jeana Roucha, francuskiego filmowca i etnografa. Trzy lata później zagrała u niego w filmie Petit à petit ou les Lettres Persanes. Po latach Faye wspominała, że chociaż sam film Roucha jej się nie podobał, to jednak dzięki reżyserowi zapoznała się ze światem kina, szczególnie z uprawianym przez niego stylem cinéma-vérité. Rouche zachęcił ją także, aby podjęła dalszą edukację w Paryżu, co też zrobiła – w 1972 podjęła studia etnologiczne na École pratique des hautes études oraz w szkole filmowej École nationale supérieure Louis-Lumière (przy czym studia filmowe miały jej posłużyć do lepszego wykorzystania sprzętu filmowego w badaniach etnologicznych). W okresie studiów zarabiała na życie pracując jako modelka, aktorka i przy tworzeniu efektów dźwiękowych do filmu. 
Szkołę filmową ukończyła w 1974. W 1979 uzyskała doktorat z etnologii na Uniwersytecie w Paryżu (w swoich badaniach zajmowała się religią Sererów). W 1976 urodziła córkę, Zaibę. W latach 1979–1980 uczyła się produkcji filmowej w Berlinie. W 1988 roku otrzymała kolejny tytuł naukowy z etnologii, tym razem na Sorbonie.
W 1972 roku nakręciła 10-minutowy film krótkometrażowy La Passante. Pierwszy film pełnometrażowy, List z mojej wioski (1976), nakręciła dzięki wsparciu finansowemu uzyskanemu od francuskiego rządu i dysponując jedynie niewielkim budżetem i trzyosobową ekipą. Film został przyjęty entuzjastycznie; zdobył Nagrodę FIPRESCI w sekcji "Forum Nowego Kina" na 26. MFF w Berlinie. Był to pierwszy pełnometrażowy film nakręcony przez kobietę z rejonu Afryki Subsaharyjskiej. Nie był jednak pokazywany w Senegalu – ze względu na krytykę rządowej polityki rolnej zakazano jego dystrybucji w tym kraju. 
W 1996 roku nakręciła Mossane, swój pierwszy w pełni fabularny film. Obraz zaprezentowano w sekcji "Un Certain Regard" na 49. MFF w Cannes. 
Pracowała z wieloma instytucjami – kręciła filmy na zlecenie m.in. UNICEF-u, Deutscher Akademischer Austauschdienst i ONZ.

## Filmografia
- 1972: La Passante
- 1976: List z mojej wioski
- 1979: Fad'jal
- 1979: Goob na nu
- 1980: Man Sa Yay
- 1981: Les âmes au soleil
- 1983: Selbe: One Among Many
- 1983: 3 ans 5 mois
- 1985: Racines noires
- 1985: Elsie Haas, femme peintre et cinéaste d'Haiti
- 1989: Tesito
- 1996: Mossane